# Prescott and Russell United Counties
Prescott and Russell United Counties (frz. Comtés unis de Prescott et Russell) ist ein County im Südosten der kanadischen Provinz Ontario. Der County Seat ist L'Original in der Gemeinde Champlain. Die Einwohnerzahl beträgt 89.333 (Stand: 2016), die Fläche 2004,47 km², was einer Bevölkerungsdichte von 44,6 Einwohnern je km² entspricht. Das County liegt am Ottawa River und entstand 1820 durch die Fusion der Countys Prescott und Russell.
Rund zwei Drittel der Einwohner gehören der französisch sprechenden Minderheit der Franko-Ontarier an. Obwohl Ontario offiziell nicht zweisprachig ist, sind nach dem „French Language Services Act“ die Behörden hier verpflichtet ihre Dienstleistungen auch in französischer Sprache anzubieten. Das County selber gehört auch der Association française des municipalités d’Ontario (AFMO) an und fördert die französische Sprachnutzung ebenfalls auf lokaler Ebene.
Mit dem Voyageur Provincial Park liegt der östlichste aller Provincial Parks in Ontario im Bezirk.
| Outaouais (Québec) |                                                | Laurentides (Québec) |
| Ottawa             | Kompassrose, die auf Nachbargemeinden zeigt    | Montérégie (Québec)  |
|                    | Stormont, Dundas and Glengarry United Counties |                      |

## Administrative Gliederung

### Städte und Gemeinden
| Ort                    | Status       | Bevölkerung (2016) |
| ---------------------- | ------------ | ------------------ |
| Alfred and Plantagenet | Township     | 9.680              |
| Casselman              | Municipality | 3.548              |
| Champlain              | Township     | 8.706              |
| Clarence-Rockland      | City         | 24.512             |
| East Hawkesbury        | Township     | 3.296              |
| Hawkesbury             | Town         | 10.263             |
| Russell                | Township     | 16.520             |
| The Nation             | Municipality | 12.808             |

### Gemeindefreie Gebiete
Im Bezirk finden sich keine gemeindefreien Gebiete.

### Indianerreservationen
Im Bezirk finden sich keine Indianerreservationen.